# Supergravetat
En física teòrica, la supergravetat (teoria de la supergravetat; SUGRA per abreujar) és una teoria de camps moderna que combina els principis de la supersimetria i la relativitat general; això contrasta amb les teories supersimètriques no gravitacionals com ara el Minimal Supersymmetric Standard Model. La supergravetat és la teoria gauge de la supersimetria local. Atès que els generadors de supersimetria (SUSY) es formen juntament amb l'àlgebra de Poincaré i la superàlgebra, anomenada àlgebra super-Poincaré, la supersimetria com a teoria gauge fa que la gravetat sorgeixi d'una manera natural.

## Gravitons
Com tots els enfocaments covariants de la gravetat quàntica, la supergravetat conté un camp de spin-2 el quàntic del qual és el gravitó. La supersimetria requereix que el camp gravitó tingui un superpartner. Aquest camp té espín 3/2 i el seu quàntic és el gravití. El nombre de camps gravitins és igual al nombre de supersimetries.

## Història

### Supersimetria del calibre
La primera teoria de la supersimetria local va ser proposada per Dick Arnowitt i Pran Nath el 1975 i es va anomenar supersimetria gauge.

### Supergravetat
El primer model de supergravetat en 4 dimensions (sense aquesta denotació) va ser formulat per Dmitri Vasilievich Volkov i Vyacheslav A. Soroka el 1973, emfatitzant la importància de la ruptura espontània de la supersimetria per a la possibilitat d'un model realista. La versió mínima de la supergravetat en 4 dimensions (amb supersimetria local ininterrompuda) va ser construïda en detall el 1976 per Dan Freedman, Sergio Ferrara i Peter van Nieuwenhuizen. El 2019, els tres van rebre un premi especial Breakthrough in Fundamental Physics pel descobriment. La qüestió clau de si el camp de spin 3/2 està acoblat o no de manera consistent es va resoldre en el document gairebé simultani, de Deser i Zumino, que van proposar de manera independent el model mínim de 4 dimensions. Es va generalitzar ràpidament a moltes teories diferents en diversos nombres de dimensions i implicant supersimetries (N) addicionals. Les teories de la supergravetat amb N>1 s'anomenen normalment supergravetat estesa (SUEGRA). Es va demostrar que algunes teories de la supergravetat estaven relacionades amb certes teories de la supergravetat de dimensions superiors mitjançant la reducció dimensional (per exemple, N = 1, la supergravetat d'11 dimensions es redueix dimensionalment a T7 a una supergravetat de 4 dimensions, sense mesurar, N = 8). Les teories resultants es van referir a vegades com a teories de Kaluza-Klein, ja que Kaluza i Klein van construir el 1919 una teoria gravitacional de 5 dimensions, que quan es redueix dimensionalment en un cercle, els seus modes no massius de 4 dimensions descriuen l'electromagnetisme acoblat a la gravetat.

### mSUGRA
mSUGRA significa una SUPER GRAVITAT mínima. La construcció d'un model realista d'interaccions de partícules dins del marc de supergravetat N = 1 on la supersimetria (SUSY) es trenca mitjançant un mecanisme de super Higgs realitzat per Ali Chamseddine, Richard Arnowitt i Pran Nath el 1982. Conegudes col·lectivament ara com a teories de la gran unificació de supergravetat mínima (mSUGRA GUT), la gravetat media el trencament de SUSY a través de l'existència d'un sector ocult. mSUGRA genera naturalment els termes de trencament Soft SUSY que són conseqüència de l'efecte Super Higgs. La ruptura radiativa de la simetria electrodèbil a través d'equacions de grup de renormalització (RGE) segueix com a conseqüència immediata. A causa del seu poder predictiu, que només requereix quatre paràmetres d'entrada i un signe per determinar la fenomenologia de baixa energia a l'escala de la Gran Unificació, el seu interès és un model de física de partícules àmpliament investigat.

## Relació amb supercadenes
El terme "límits de baixa energia" etiqueta algunes teories de la supergravetat de 10 dimensions. Aquests sorgeixen com l'aproximació sense massa, a nivell d'arbre, de les teories de cordes. Les veritables teories de camp efectives de les teories de cordes, en lloc de truncaments, rarament estan disponibles. A causa de les dualitats de corda, es requereix que la conjecturada teoria M d'11 dimensions tingui la supergravetat d'11 dimensions com a "límit d'energia baixa". Tanmateix, això no vol dir necessàriament que la teoria de cordes/teoria M sigui l'única finalització UV possible de la supergravetat; la investigació sobre la supergravetat és útil independentment d'aquestes relacions.

## SUGRA 4DN= 1
Abans de passar a SUGRA pròpiament dita, anem a recapitular alguns detalls importants sobre la relativitat general. Tenim una varietat M diferenciable 4D amb un paquet principal Spin(3,1) sobre ella. Aquest paquet principal representa la simetria local de Lorentz. A més, tenim un feix de vectors T sobre la varietat amb la fibra que té quatre dimensions reals i es transforma com a vector sota Spin(3,1). Tenim un mapa lineal invertible del paquet tangent TM  a T. Aquest mapa és el vierbein. La simetria local de Lorentz té associada una connexió de gauge, la connexió d' espín.

## SupergravetatN= 8 en 4 dimensions
La supergravetat N = 8 és la teoria de camp quàntica més simètrica que implica la gravetat i un nombre finit de camps. Es pot trobar a partir d'una reducció dimensional de la supergravetat 11D fent que la mida de 7 de les dimensions vagi a zero. Té 8 supersimetries, que és el màxim que pot tenir qualsevol teoria gravitatòria, ja que hi ha 8 mitges passos entre l'espín 2 i l'espín -2. (Un gravitó té l'espín més alt en aquesta teoria, que és una partícula d'espín 2.) Més supersimetries significarien que les partícules tindrien superpartícules amb espins superiors a 2. Les úniques teories amb girs superiors a 2 que són consistents impliquen un nombre infinit de partícules (com la teoria de cordes i les teories d'espins més alts). Stephen Hawking a la seva Breu història del temps va especular que aquesta teoria podria ser la Teoria del Tot. Tanmateix, en anys posteriors això es va abandonar a favor de la teoria de cordes. Hi ha hagut un renovat interès en el segle XXI amb la possibilitat que aquesta teoria sigui finita.